# Tokummia katalepsis
Tokummia katalepsis es un artrópodo himenocarino fósil de Esquisto de Burgess, encontrado en 2017 en la cantera del cañón de Mármol en Canadá, de hace 508 millones de años. El animal poseía maxilípedos, mandíbulas, segmentos corporales en forma de anillo y basípodos subdivididos.
El género recibió su nombre del arroyo Tokumm, que atraviesa el cañón de Mármol, donde se encontraron los fósiles. El nombre específico viene del griego katalepsis, que significa agarrar.

## Descripción
Tokummia katalepsis era un animal pequeño, midiendo cerca hasta 10 cm de longitud. En la parte delantera del animal hay mandíbulas con pinzas, las pinzas más antiguas conocidas de momento; con un probable uso de agarrar presas de cuerpo blando y cortarlas en pedazos que pudiera comer. Poseía un par de anténulas en la cabeza, posiblemente con una utilidad sensorial. Tokummia  poseía alrededor de 50 segmentos, cada uno con un par de patas, con la mayoría de estas poseyendo una aleta. Parte de sus segmentos del tórax y la mayoría de su cabeza se veían cubiertos por un caparazón formado por dos cochas.

## Paleoecología
Se cree que se alimentaba en el fondo, usando sus piernas para caminar sobre el suelo marino y sus aletas para nadar ocasionalmente. Las patas de los animales tienen enditas que son pequeños picos en las patas. Tiene un par de antenas.

## Clasificación
Los descubridores afirman que Tokummia junto con Branchiocaris, Canadaspis y Odaraia fueron artrópodos ancestrales del grupo Mandibulata, que incluye milpiés, insectos y crustáceos, apoyado por el análisis de Izquierdo-López y Caron (2022), quienes lo recuperaron claramente como miembro de Hymenocarina, orden pariente basal de los mandibulados modernos.